# چیپیونا
چیپیونا (به اسپانیایی: Chipiona) یک دهستان در اسپانیا است که در استان کادیس واقع شده‌است. چیپیونا ۳۲٫۹۲ کیلومتر مربع مساحت و ۱۸٬۸۴۹ نفر جمعیت دارد و ۴ متر بالاتر از سطح دریا واقع شده‌است.

## خواهرخوانده
شهر لتست دو بوک خواهرخواندهٔ چیپیونا هست.